# Suicídio e imortalidade quânticos
Em mecânica quântica, suicídio quântico é um experimento mental, originalmente publicado independentemente por Hans Moravec em 1987 e Bruno Marchal em 1988 e desenvolvido de forma independente por Max Tegmark em 1998. Ele tenta distinguir entre a Interpretação de Copenhague da mecânica quântica e a Interpretação de muitos mundos por meio de uma variação do experimento mental do gato de Schrödinger, do ponto de vista do gato. Imortalidade quântica refere-se à experiência subjetiva de sobreviver ao suicídio quântico independentemente das probabilidades.
Keith Lynch lembra que Hugh Everett teve grande prazer em paradoxos como o  enforcamento inesperado. Everett não mencionou o suicídio quântico ou a imortalidade quântica por escrito, mas seu trabalho foi concebido como uma solução para os paradoxos da mecânica quântica. Lynch disse que "Everett acreditava firmemente que sua teoria de muitos mundos lhe garantia a imortalidade: sua consciência, ele argumentou, "está ligada a cada ramificação para seguir qualquer caminho que não conduza à morte"; Tegmark explica, no entanto, que as situações de vida e morte normalmente não dependem de uma sequência de eventos quânticos binários como os do experimento mental.